# Le Petit-Quevilly
Le Petit-Quevilly è un comune francese di 22 061 abitanti situato nel dipartimento della Senna Marittima nella regione della Normandia.

## Monumenti e luoghi d'interesse

### Architetture religiose

#### Chiesa di Saint-Julien

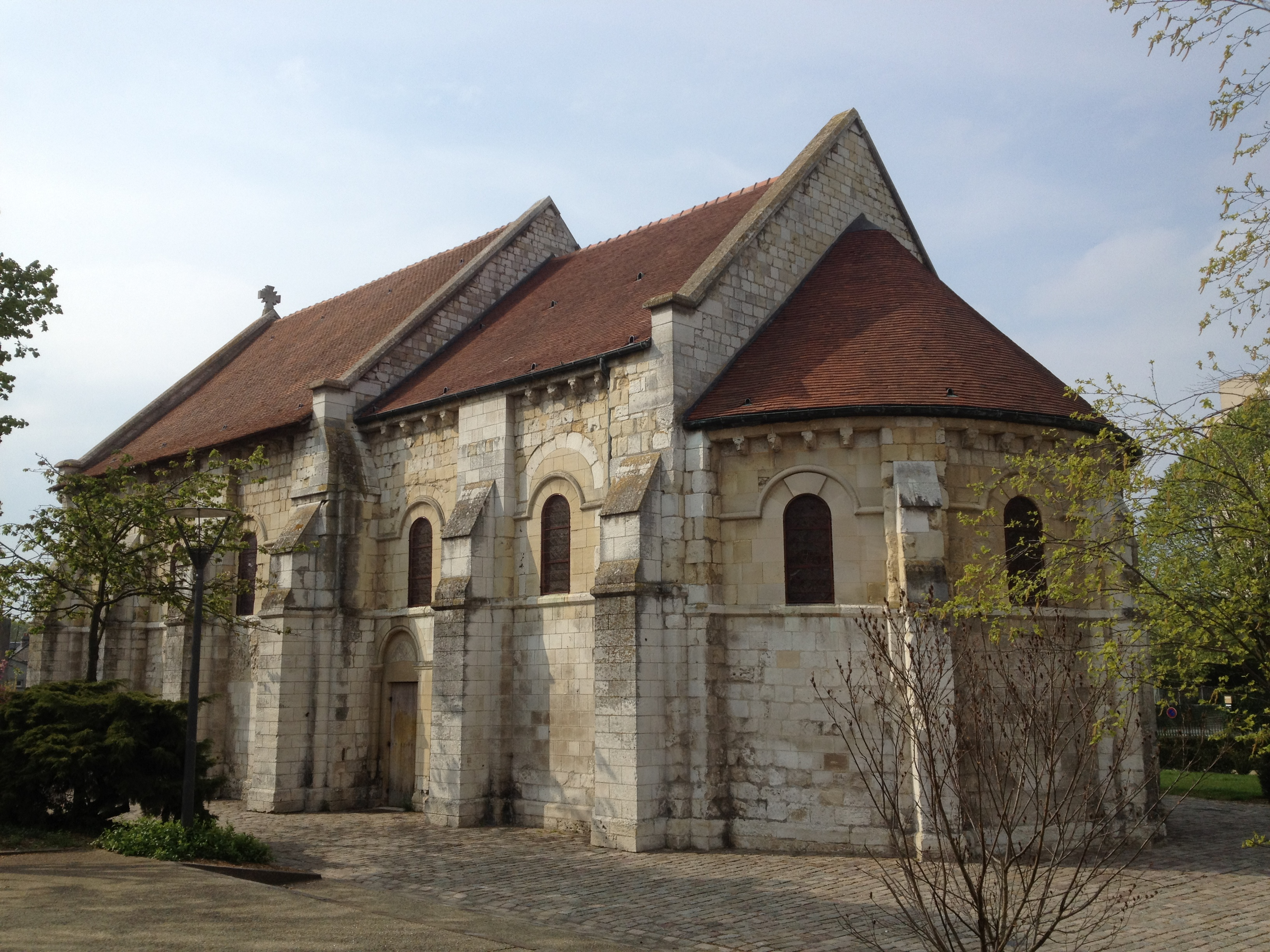
La chiesa di Saint-Julien

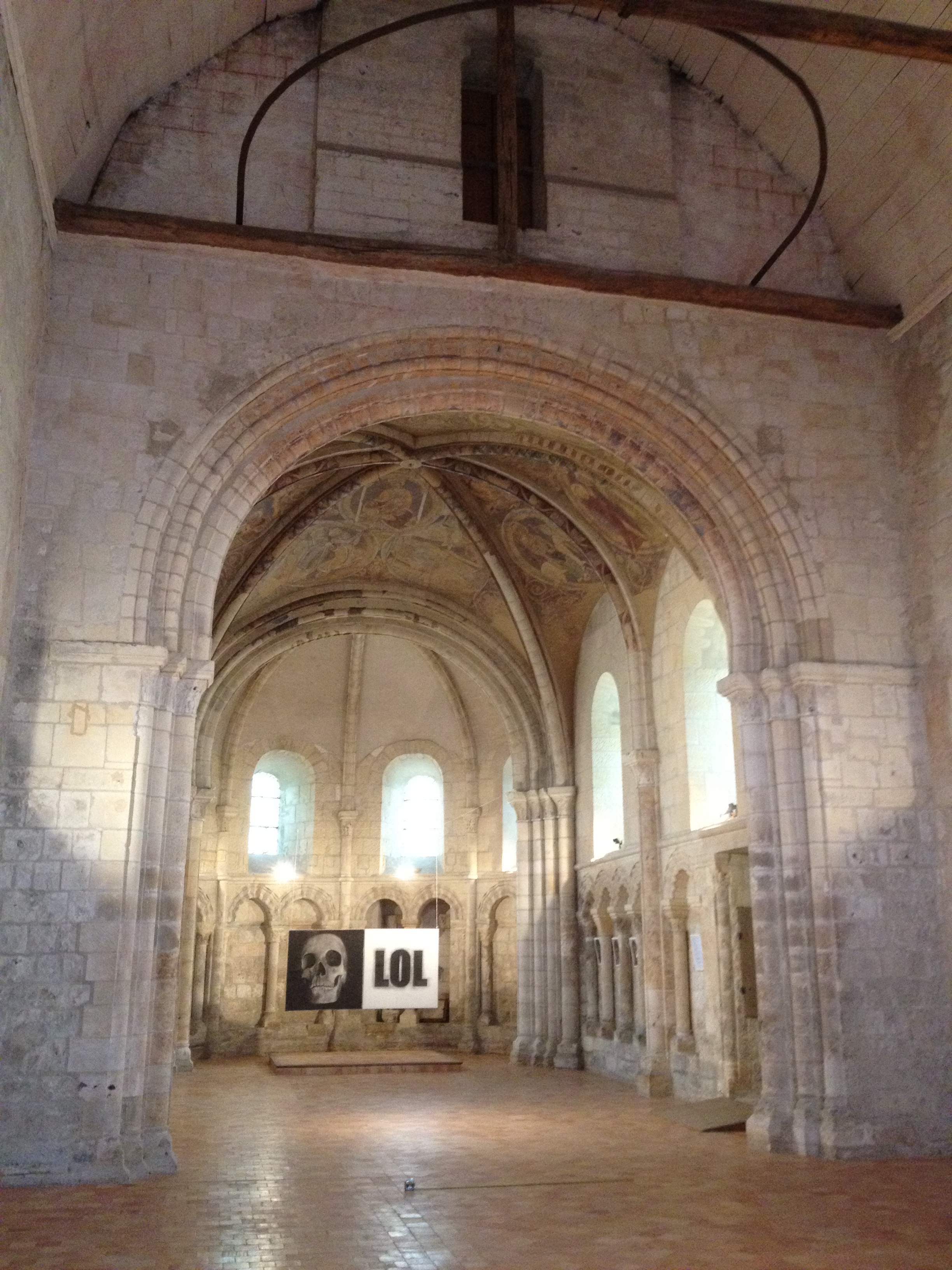
Interno della chiesa di Saint-Julien

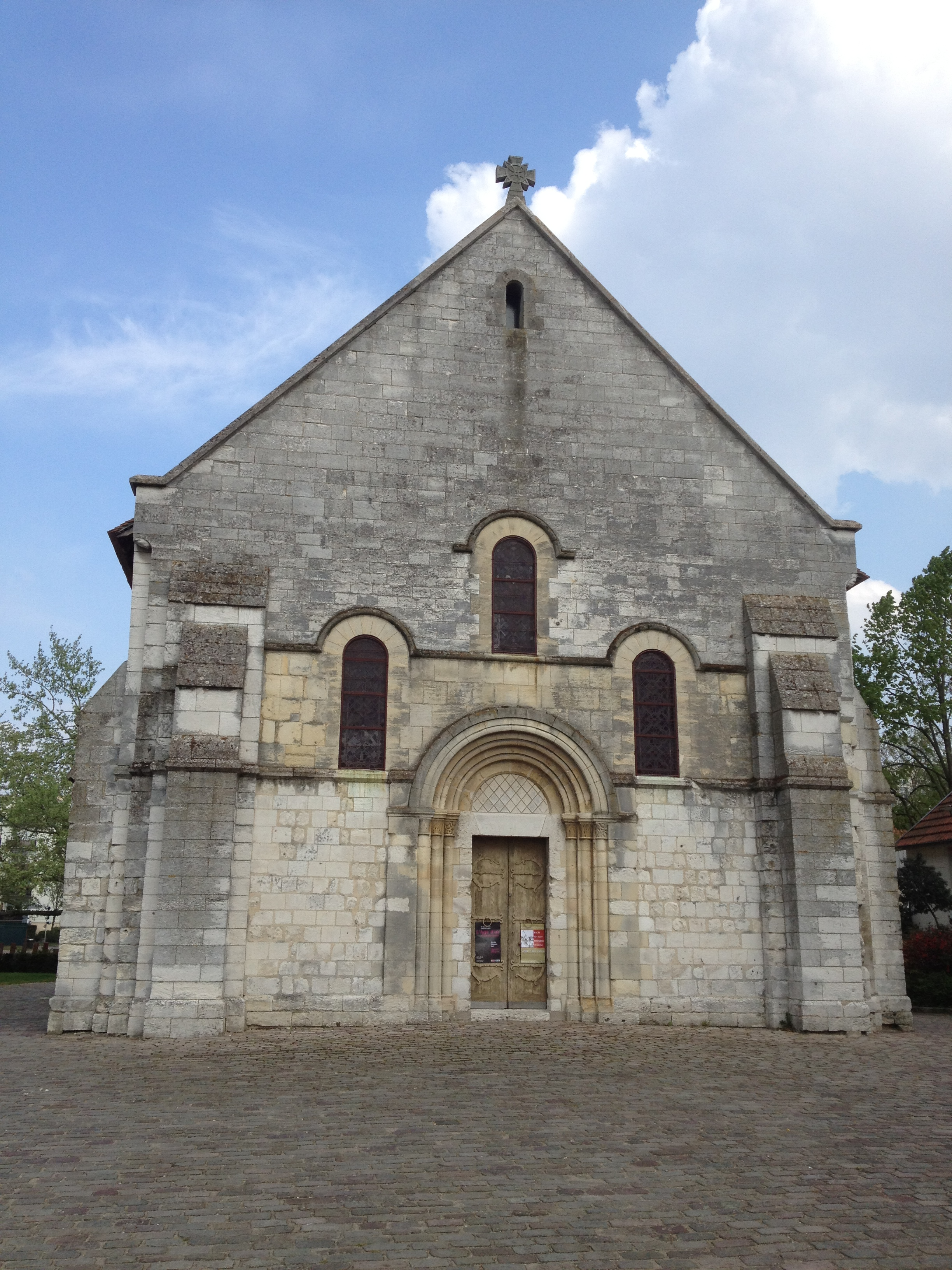
Facciata della chiesa

La chiesa di Saint-Julien era in origine l'antica cappella di un castello costruito nel 1160 da Enrico II d'Inghilterra, venne poi trasformata in lebbrosario.
La chiesa possiede al suo interno un importantissimo ciclo murale romanico: entro dieci medaglioni distribuiti su una volta esapartita sono raffigurate scene dell'Infanzia e del Battesimo di Cristo. Questi dipinti, di grande qualità, sono racchiusi entro volute vegetali terminanti con grossi fiori di acanto, secondo un modello diffuso già dalla metà del XII secolo nella pittura murale e nelle miniature inglesi. Ciascuna scena ha una predominanza del colore blu ed una ricchezza di particolari con colori vivaci, che danno un complessivo effetto drammatico.

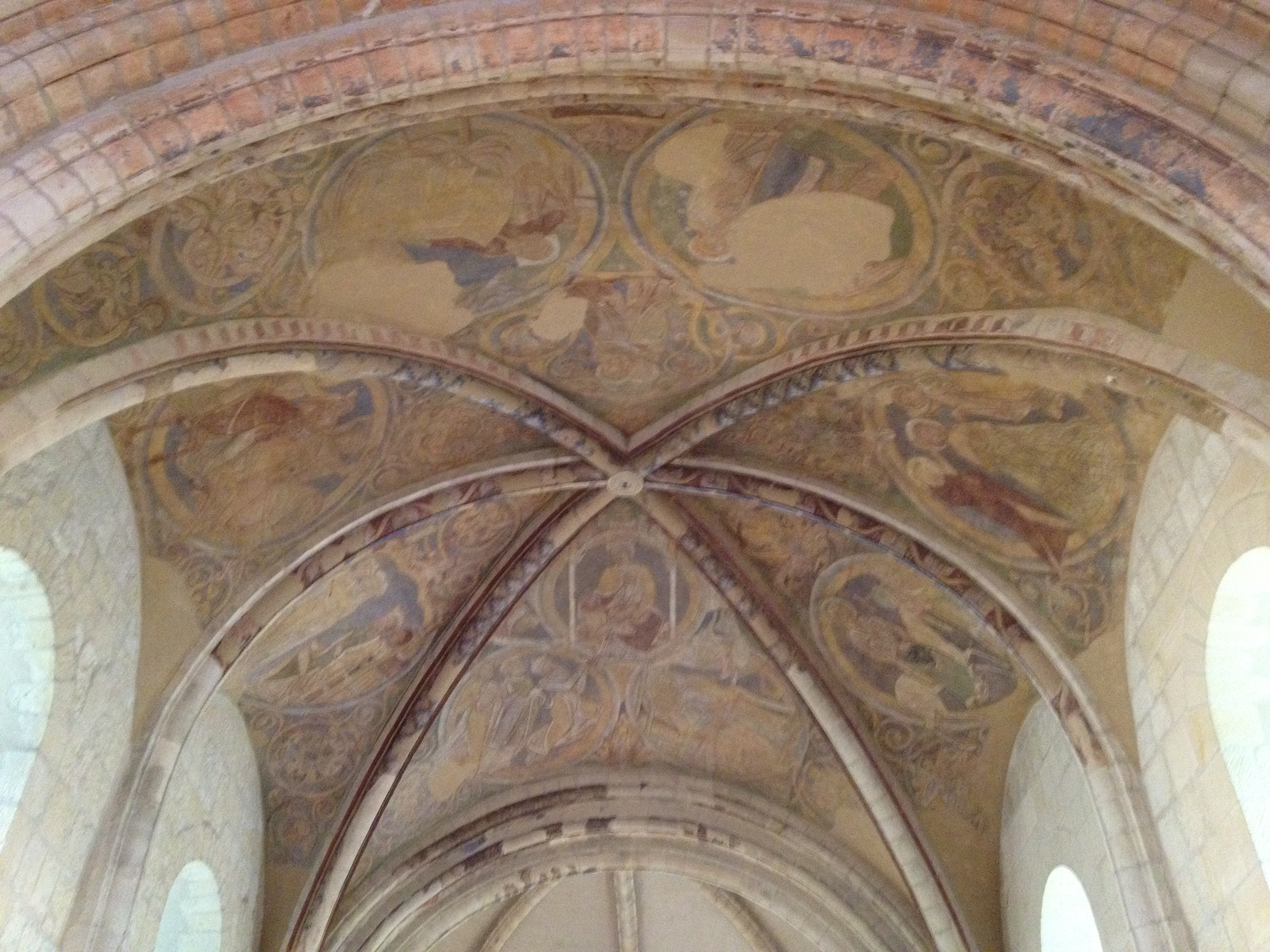
Affreschi del Coro
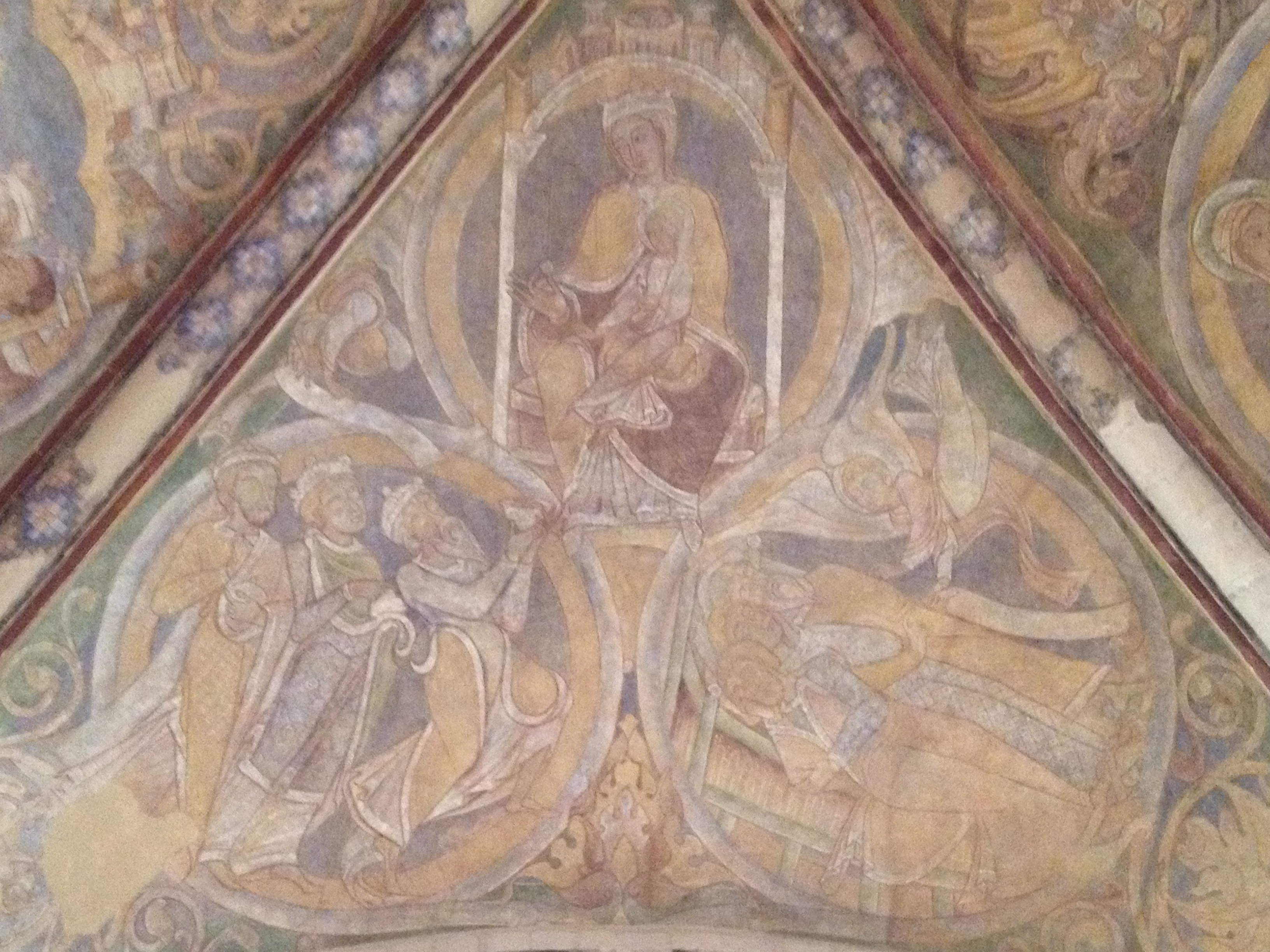
Maria con il Bambino
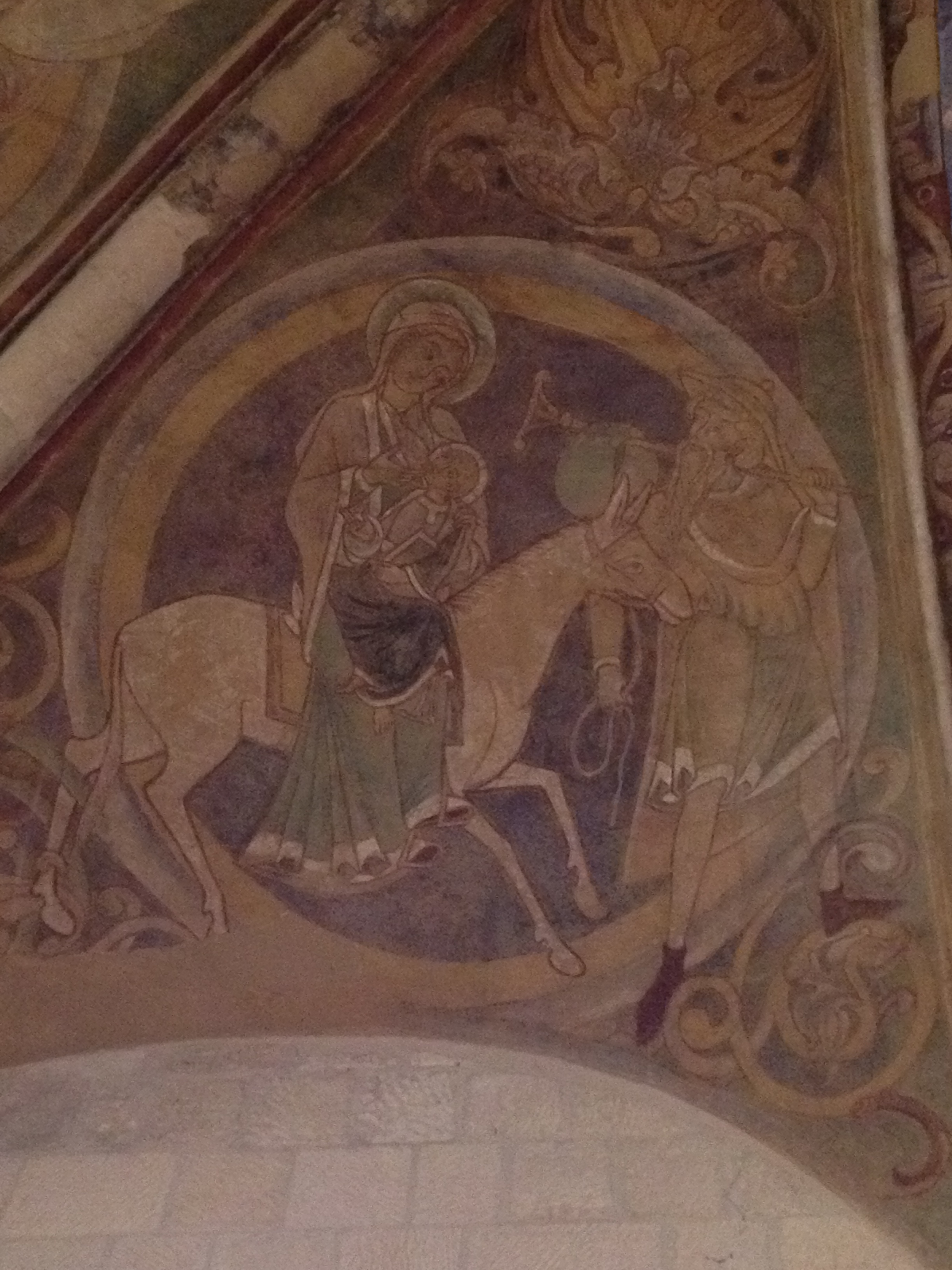
Fuga in Egitto
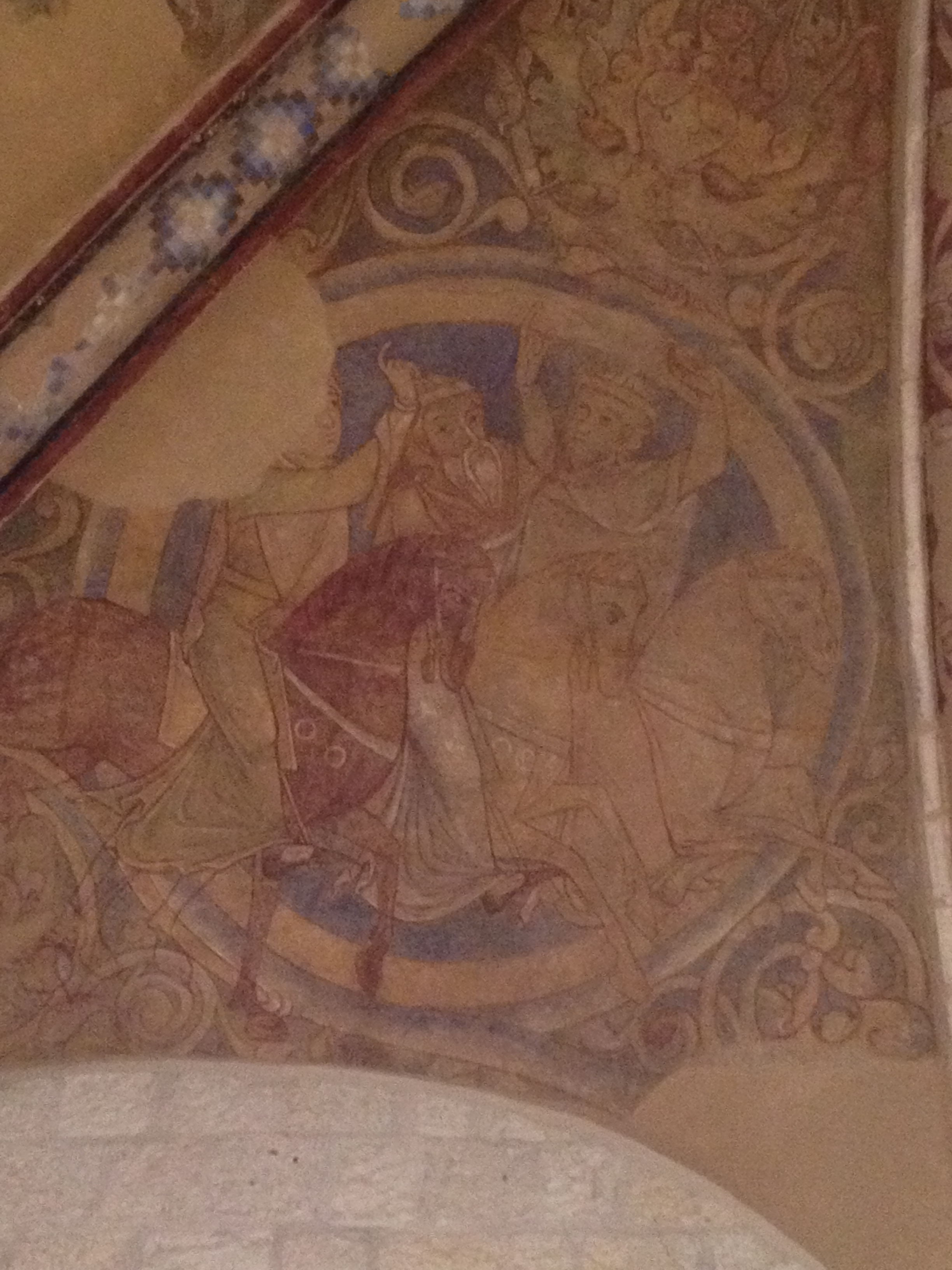
I re Magi

## Società

### Evoluzione demografica
Abitanti censiti